# Elachyptera coriacea
Elachyptera coriacea là một loài thực vật có hoa trong họ Dây gối. Loài này được Lombardi mô tả khoa học đầu tiên năm 2002.